# Margareta Pehrsdotter
Margareta Pehrsdotter var centralfigur i ett påstått fall av besattelse och föremål för exorcism under år 1729. 
Pehrsdotter rapporterades vara besatt av Djävulen. År 1729 utförde kyrkoherde i Vomb i Skåne en så kallad exorcism eller djävulsutdrivning på henne. Hon ska då ha blivit botad. I stället sade hon sig ha fått en vision av Gud, som uppenbarade sig i prästens gestalt. Vid denna tidpunkt ansågs det dock inte längre acceptabelt att utföra djävulsutdrivningar. Fallet blev uppmärksammat och prästen anmäldes till domkapitlet i Lund för exorcismen. Detta anses vara ett av de sista fallen av djävulsutdrivningar utförda av svenska stadskyrkan.   